# Nyala, Sudan
Nyala (tiếng Ả Rập: نيالا) là thủ phủ của bang Nam Darfur ở phía tây nam Sudan.

## Lịch sử
Nyala là thủ đô của Đế quốc Daju, được thành lập xung quanh vùng Jebel Um-Kurdós. Tuy nhiên, nhiều di chỉ cổ vật, đồ gốm, hình ảnh khắc về các trận chiến, ngựa, động vật và săn bắn vẫn chưa được nghiên cứu. Các địa điểm khảo cổ quan trọng nhất chưa được khai quật là Nari, Kedingnyir, Dobo, Simiat Hills, Jebel Keima, Kalokitting, Jebel Wara, và chính Jebel Marra.
Khi Vương quốc Anh xâm chiếm Sudan, vị tổng tư lệnh của Anh đã gặp Sultan Adam Suleiman vào năm 1932 để nắm được thông tin về nguồn nước và địa hình đất đai nhằm mục đích thiết lập trụ sở chính quyền Anh tại Darfur. Sultan Adam Suleiman đã lựa chọn Nyala cho mục đích đó.
Trong cuộc xung đột Darfur, hàng nghìn người tản cư đã tập trung gần thành phố với hy vọng được bảo vệ. Có một trại tị nạn ở phần phía nam của Nyala. Khoảng 90.000 người cư trú trong trại.

## Kinh tế

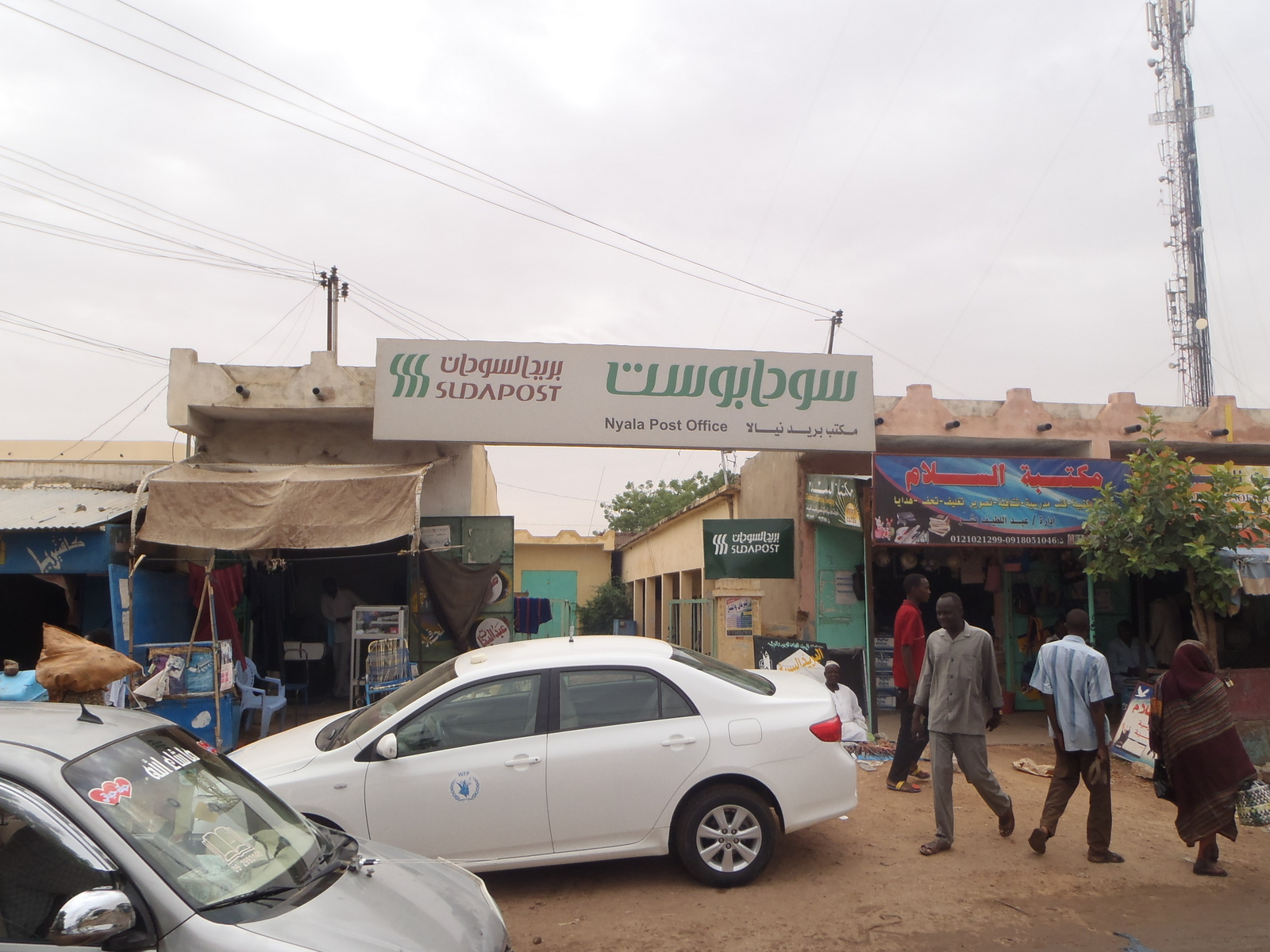
Phố chợ với bưu điện ở Nyala, Nam Darfur, Sudan

Các ngành công nghiệp địa phương là dệt may, cũng như chế biến thực phẩm và da thuộc. Nyala có ga cuối cho cả đường bộ lẫn đường sắt, đồng thời có một sân bay nội địa, Sân bay Nyala. Nyala đóng vai trò là nơi buôn bán gôm Ả Rập và có các chi nhánh của Ngân hàng Nông nghiệp Sudan và Ngân hàng Hợp tác Nhân dân. Thành phố có Đại học Nyala, một trường đại học công lập.

## Cơ sở hạ tầng về nước
Nyala phải đối mặt với các vấn đề về cơ sở hạ tầng nước do hạn hán và quản lý nước kém. Hầu hết nước được sử dụng trong và xung quanh Nyala là nước ngầm, chịu hậu quả của việc quản lý chất thải không đầy đủ và thiếu vệ sinh thích hợp. Các nguồn nước trong thành phố đã được kiểm tra để chứa lượng vi khuẩn cao hơn mức cho phép, từ đó gây ra các vấn đề về sức khỏe. Trong nhiều trường hợp, nước được lấy để phân phối không được khử trùng bằng clo đúng cách, làm cho mức vi khuẩn tăng thêm.

## Khí hậu
Nyala có khí hậu sa mạc nóng (phân loại khí hậu Köppen BWh), nằm gần khí hậu bán sa mạc nóng (BSh), do khả năng thoát hơi nước rất cao.
| Dữ liệu khí hậu của Nyala (1961-1990) | Dữ liệu khí hậu của Nyala (1961-1990) | Dữ liệu khí hậu của Nyala (1961-1990) | Dữ liệu khí hậu của Nyala (1961-1990) | Dữ liệu khí hậu của Nyala (1961-1990) | Dữ liệu khí hậu của Nyala (1961-1990) | Dữ liệu khí hậu của Nyala (1961-1990) | Dữ liệu khí hậu của Nyala (1961-1990) | Dữ liệu khí hậu của Nyala (1961-1990) | Dữ liệu khí hậu của Nyala (1961-1990) | Dữ liệu khí hậu của Nyala (1961-1990) | Dữ liệu khí hậu của Nyala (1961-1990) | Dữ liệu khí hậu của Nyala (1961-1990) | Dữ liệu khí hậu của Nyala (1961-1990) |
| Tháng                                 | 1                                     | 2                                     | 3                                     | 4                                     | 5                                     | 6                                     | 7                                     | 8                                     | 9                                     | 10                                    | 11                                    | 12                                    | Năm                                   |
| ------------------------------------- | ------------------------------------- | ------------------------------------- | ------------------------------------- | ------------------------------------- | ------------------------------------- | ------------------------------------- | ------------------------------------- | ------------------------------------- | ------------------------------------- | ------------------------------------- | ------------------------------------- | ------------------------------------- | ------------------------------------- |
| Cao kỉ lục °C (°F)                    | 39.4 (102.9)                          | 40.9 (105.6)                          | 45.6 (114.1)                          | 43.5 (110.3)                          | 45.5 (113.9)                          | 42.4 (108.3)                          | 40.6 (105.1)                          | 39.3 (102.7)                          | 39.6 (103.3)                          | 39.6 (103.3)                          | 40.2 (104.4)                          | 40.2 (104.4)                          | 45.6 (114.1)                          |
| Trung bình ngày tối đa °C (°F)        | 30.7 (87.3)                           | 32.8 (91.0)                           | 36.2 (97.2)                           | 37.1 (98.8)                           | 38.7 (101.7)                          | 35.3 (95.5)                           | 33.0 (91.4)                           | 32.2 (90.0)                           | 32.8 (91.0)                           | 34.4 (93.9)                           | 33.6 (92.5)                           | 31.0 (87.8)                           | 34.0 (93.2)                           |
| Trung bình ngày °C (°F)               | 23.1 (73.6)                           | 25.1 (77.2)                           | 28.3 (82.9)                           | 29.4 (84.9)                           | 31.3 (88.3)                           | 29.1 (84.4)                           | 27.7 (81.9)                           | 27.1 (80.8)                           | 26.9 (80.4)                           | 27.7 (81.9)                           | 26.5 (79.7)                           | 23.7 (74.7)                           | 27.2 (81.0)                           |
| Tối thiểu trung bình ngày °C (°F)     | 15.4 (59.7)                           | 17.3 (63.1)                           | 20.5 (68.9)                           | 21.7 (71.1)                           | 23.9 (75.0)                           | 22.9 (73.2)                           | 22.3 (72.1)                           | 21.9 (71.4)                           | 21.1 (70.0)                           | 21.1 (70.0)                           | 19.4 (66.9)                           | 16.5 (61.7)                           | 20.3 (68.5)                           |
| Thấp kỉ lục °C (°F)                   | 8.0 (46.4)                            | 9.0 (48.2)                            | 11.0 (51.8)                           | 14.9 (58.8)                           | 15.5 (59.9)                           | 14.2 (57.6)                           | 16.0 (60.8)                           | 15.9 (60.6)                           | 17.5 (63.5)                           | 14.3 (57.7)                           | 10.3 (50.5)                           | 7.7 (45.9)                            | 7.7 (45.9)                            |
| Lượng mưa trung bình mm (inches)      | 0.0 (0.0)                             | 0.0 (0.0)                             | 0.6 (0.02)                            | 2.3 (0.09)                            | 18.4 (0.72)                           | 49.3 (1.94)                           | 119.4 (4.70)                          | 118.3 (4.66)                          | 71.1 (2.80)                           | 18.9 (0.74)                           | 0.0 (0.0)                             | 0.0 (0.0)                             | 398.3 (15.67)                         |
| Số ngày mưa trung bình (≥ 0.1 mm)     | 0.0                                   | 0.1                                   | 0.3                                   | 0.5                                   | 2.5                                   | 5.2                                   | 9.1                                   | 11.1                                  | 3.3                                   | 1.8                                   | 0.0                                   | 0.0                                   | 33.9                                  |
| Độ ẩm tương đối trung bình (%)        | 18                                    | 15                                    | 13                                    | 13                                    | 26                                    | 40                                    | 61                                    | 65                                    | 56                                    | 31                                    | 17                                    | 19                                    | 31                                    |
| Nguồn 1: NOAA                         |                                       |                                       |                                       |                                       |                                       |                                       |                                       |                                       |                                       |                                       |                                       |                                       |                                       |
| Nguồn 2: Meteo Climat                 |                                       |                                       |                                       |                                       |                                       |                                       |                                       |                                       |                                       |                                       |                                       |                                       |                                       |

## Trung tâm Amel
Được điều hành bởi Mossaad Mohamed Ali Mossaad và cựu Tổng Thư ký Liên Hợp Quốc Kofi Annan, Trung tâm Amel là một trung tâm điều trị và phục hồi ở Nyala cho các nạn nhân bị tra tấn. Nhờ việc này, cả hai đã được nhận Giải thưởng Olof Palme. Mohammed Ahmed Abdallah giữ chức vụ giám đốc điều hành trung tâm cho đến năm 2007, nhận được Giải thưởng Nhân quyền Robert F. Kennedy cho công việc của mình.